# Сигурност
Сигурността e степен на съпротива или предпазване от вреда. Сигурността се прилага към всичко, което е ценно и в същото време уязвимо, това може да е предмет, компютърна система, помещение, човек, група, общност, нация или организация.
Сигурността е функционалното състояние на дадена система, което осигурява неутрализирането и противодействието ѝ на външни и вътрешни фактори, които оказват влияние или могат да въздействат деструктивно на системата (влошаване организационното състояние на системата или невъзможност за нейното функциониране и развитие). Обичайно организираните атаки срещу системата за сигурност са в резултат на заговор.
Като принцип сигурността подсигурява живота и здравето на физическите лица, държавата, юридическите лица и дейността им, както и бизнеса от страна на потенциални и/или реални заплахи. Високата степен на сигурност на индивида, общността, страната, конкретна корпоративна или нестопанска организация, осигурява увеличаване на благосъстоянието. Сигурността подсигурява възможността за натрупване на блага за индивида, тъй като тя е втората стъпка след физиологичните нужди в Пирамидата на Маслоу.

## Възприемана и реална сигурност
Възприемането на сигурността може да не бъде тясно свързана с реално измеримата обективна степен на сигурност и мерките за тази сигурност. Например стол, който привидно изглежда устойчив, може да има разхлабени елементи, които да причинят разпадането му при сядане В някои случаи обаче, възприеманото ниво на сигурност обективно влияе върху реалното ниво на сигурност и това става с използването на камери и устройства за наблюдение.

## Категории на сигурността
Национална и политическа
- Национална сигурност
- Човешка сигурност
- Международна сигурност
- Публична сигурност

Социална и икономическа
- Финансова сигурност
- Социална сигурност
  - Социално осигуряване
- Продоволствена сигурност

В психологията
- Емоционална сигурност

ИТ областта
- Сигурност на приложенията
- Компютърна сигурност
- Сигурност на данните
- Информационна сигурност
- Мрежова сигурност

Физически обекти
- Сигурност на летищата
- Сигурност на дома
- Инфраструктурна сигурност
- Физическа сигурност
- Сигурност в училищата
- Сигурност в магазините/Моловете

## Теми и обекти на сигурността
В зависимост от обекта за сигурност се разграничават:
- Лична сигурност или безопасност – виж право на живот, лична свобода и неприкосновеност, право на адвокатска защита, здравеопазване и тайна на кореспонденцията
- Национална сигурност
- Правна сигурност
- Икономическа сигурност (включително индустриална сигурност)
- Екологична безопасност
  - Ядрена безопасност
  - Радиационна безопасност
- Противопожарна безопасност
- Безопасност на движението по пътищата

- Системи за сигурност (охранителни системи)

## Основни принципи за сигурност
Например в информационната сигурност, това са :
- Конфиденциалност (или тайна), означава, че данни в компютърните системи могат да бъдат четени само от оторизирани страни.
- Интегритет (цялостност) означава, че данните могат да бъдат модифицирани само от оторизираните страни
- Наличност означава достъпност за данните за оторизираните страни